# Big Lagoon
La Big Lagoon est une lagune dans l'État américain de Californie. Elle est située à une altitude de 3 m dans le comté de Humboldt et est protégée dans le parc d'État des Humboldt Lagoons.